# Tulák po hvězdách
Tulák po hvězdách (anglicky The Star Rover) je dobrodružný a filosoficko-vědeckofantastický román, který napsal americký autor Jack London v roce 1915. Kniha je zamyšlením nad podstatou života a lidskou svobodou a současně obžalobou americké justice.

## Příběh
Rámcový příběh knihy vypráví v první osobě univerzitní profesor Darrell Standing, který si odpykává v kalifornské věznici San Quentin doživotní trest za vraždu.  Vedení věznice se snaží zlomit jeho vůli mučením pomocí samovazby a tzv.svěrací kazajky, plachty, do které je lidské tělo utaženo tak silně, že krom znemožnění pohybu znemožňuje i řádné fungování organismu. Standing záhy zjišťuje, že je v těchto chvílích schopen dostat se do jistých transcendentálních stavů, ve kterých kráčí mezi hvězdami a prožívá zážitky z minulých životů.
Nicméně jsem takto oděn kráčel mezihvězdným prostorem, nadšen vědomím, že jsem se vydal na velkou dobrodružnou pouť a že na jejím konci najdu všechny kosmické vzorce a objasním si nejzazší tajemství vesmíru. V ruce jsem držel dlouhou skleněnou tyčku. Bylo mi uloženo, že se musím koncem této tyčky dotknout každé hvězdy, kolem které půjdu. A věděl jsem s naprostou jistotou, že kdybych vynechal jen jedinou hvězdu, byl bych uvržen do nějaké nesmírné propasti nepředstavitelného a věčného trestu a viny.

## Pozadí
Jednotlivé příběhy z minulosti formují styl této knihy. Jedná se o řadu silně napsaných, leč nepropojených a nedokončených okamžiků z různých období a kultur (např. Masakr v Mountain Meadows či příběh vládce starého Egypta). Jednotlivé příběhy mají různou hloubku i styl vyprávění a existuje teorie, že London plánoval napsat knihu o americkém západě a část materiálu použil pro tuto knihu.
Podmínky ve věznici a rovněž pak použití "kazajky" se zakládají na rozhovorech s bývalým odsouzencem Edem Morellem, který byl odsouzen za vlakové loupeže v 90. letech 19. století a ve věznici San Quentin strávil 14 let (1896 - 1908), z čehož 5 let v samovazbě. London bojoval za jeho milost a po jeho propuštění se Ed stal častým návštěvníkem Londonova Beauty Ranche. London se o penologii zajímal na základě zkušenosti z mládí, kdy byl sám během svých toulek několik týdnů ve vězení. Jako úspěšný spisovatel se snažil poukazovat na poměry v amerických věznicích a nápravu justičních omylů.

## Hlavní postavy
- Darrell Standing – tímto jménem se pojmenoval autor ve své knize a také hlavní postava která nám vypráví svůj příběh
- Cecil Winwood – vězeň, který svou intrikou pomohl poslat Darrella Standinga do samovazby
- Ed Morrell – vězeň ze samovazby
- Jake Oppenheimer – vězeň ze samovazby

## Odkaz v kultuře
V roce 1984 vydal album Tulák po hvězdách český zpěvák Petr Rezek. Titulní píseň alba je cover-verzí písně Billieho Hughese Martin Eden, která vznikla pro italsko-německý televizní seriál z roku 1979 na motivy jiného z románů Jacka Londona, Martin Eden.
Londonův román použila v roce 2018 jako námět pro své album Tulák po hvězdách česká rocková skupina Progres 2.